# 二分膝蓋骨
二分膝蓋骨（にぶんしつがいこつ、英: Bipartite patella）は、膝蓋骨（膝の皿）が2つの分離した骨から構成されている症状である。通常は幼児期に融合するが、膝蓋骨が分離したままとなっている。この症状は人口の約1–2%に起こり、女性よりも男性の方が9倍起こりやすい。無症候性であることが多く、偶発病変として診断されることが最も多い。症例のおよそ2%が症状を示す。
Saupeは1921年に二分膝蓋骨の分類システムを導入した（Saupe分類）。
- 1型: 断片が膝の皿の底部に位置する（症例の5%）
- 2型: 断片が膝の皿の側方に位置する（症例の20%）
- 3型: 断片が膝の皿の上外側に位置する（症例の75%）